# Jaume Balmes i Urpià
Jaume Llucià Balmes i Urpià (Vic, Osona, 28 d'agost de 1810 - Vic, Osona, 9 de juliol de 1848) fou un filòsof, teòleg i clergue catòlic català. Durant el segle xix i una part del XX Jaume Balmes fou un dels filòsofs més llegits del pensament catòlic a Catalunya, Espanya i Europa. La seva obra més coneguda és El criterio.

## Biografia
Nascut en una humil família d'aluders, molt aviat va haver de fer-se càrrec de gestionar el sosteniment econòmic familiar. Va estudiar al seminari de Vic i a la Universitat de Cervera, a on es va doctorar en teologia l'any 1834. Balmes era molt conscient dels canvis que s'estaven produint en aquells anys de forts xocs socials i tensions polítiques a causa de l'accidentat trànsit o revolució entre el tradicionalisme de l'Antic Règim vers el liberalisme contemporani; de fet aquest procés històric no només va quedar clarament reflectit en la seva obra sinó que de fet Balmes era conscient de ser-ne un participant més.

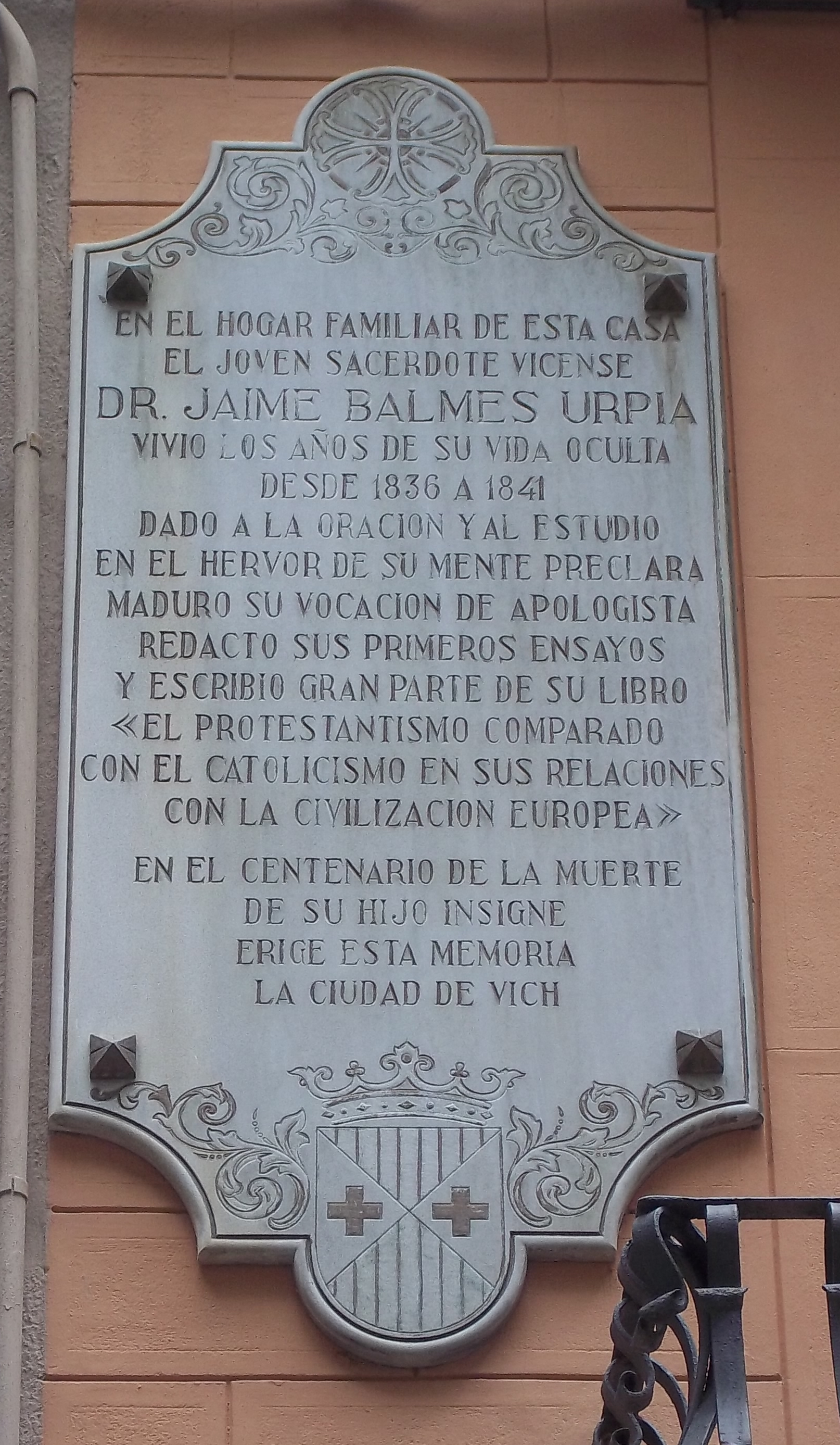
Placa dedicada a Vic

Es va instal·lar a Barcelona on dirigí la revista La Sociedad. Entre el 1838 i el 1841 Balmes va viure una etapa en què els seus textos i el seu estudi anaven encarats a formar-se com a intel·lectual catòlic publicant diverses obres en defensa de l'Església. La més representativa fou El protestantismo comparado con el catolicismo (1842-1844) en la qual va voler desmentir la tesi de François Guizot que vinculava el progrés econòmic dels països més moderns amb el protestantisme religiós. Però ja el 1840 va publicar Consideraciones políticas sobre la situación de España en què hi tractava aquesta conflictivitat politicosocial, i en aquesta segona etapa fins al 1843 va seguir escrivint sobre aquesta temàtica. A diferència del tradicionalisme catòlic més reaccionari, Balmes va defensar l'opció d'un acostament entre el liberalisme d'ordre i l'Església. Es mostrava preocupat per les vives tensions viscudes durant la nova onada revolucionària que s'havia viscut entre 1835-1837, i després es va enfrontar dialècticament amb el liberalisme més progressista dels seguidors del regent Espartero: de mica en mica es va anar acostant al moderantisme, però al mateix temps va quedar intel·lectualment allunyat del moderantisme específicament català precisament per exposar directament i amb una anàlisi força precisa l'evident conflicte que generava la industrialització del país amb llurs canvis socials.
La tercera etapa intel·lectual de Jaume Balmes, entre 1844 i 1846, va ser de franca col·laboració amb l'ala més dretana del Partit Moderat liderada pel marquès de Viluma. De fet, ja s'havia traslladat a Madrid a finals del 1843 per fundar i dirigir el diari vilumista «El Pensamiento de la Nación» al mateix temps que s'implicava activament en la proposta de casar Isabel II amb el seu cosí i segon pretendent carlí Carles de Borbó i de Bragança. Aquest projecte hauria permès bastir un poder conservador al voltant de la monarquia juntament amb els carlins, que el 1840 havien estat derrotats a la primera Guerra Carlina, posant fre al creixement de la política i la cultura liberal que s'escampava arreu qüestionant el catolicisme. En aquesta etapa també va publicar les principals obres filosòfiques que el transcendirien: El criterio el 1845, Filosofía fundamental el 1846 i Curso de filosofía elemental el 1847, obres que si bé eren poc originals li van donar una gran fama. Combinava el neotomisme amb el pràctic "sentit comú" burgès, a la vegada que s'obria a la modernitat de les ciències físiques i matemàtiques.
Un cop ja havia fracassat l'operació matrimonial, Balmes va tornar a publicar obres de caràcter religiós catòlic el 1846. El 1847 a l'opuscle Pío IX va donar el seu suport als petits intents reformistes del nou Papa, acció que fou rebutjada per la majoria del catolicisme espanyol.
Viatjà per Anglaterra i França. Va veure amb escepticisme les possibilitats de triomf de les reivindicacions nacionals catalanes.
Finalment, aïllat tant en l'àmbit polític com intel·lectual, va morir de tuberculosi a la seva ciutat de Vic el 9 de juliol de l'any 1848. Està enterrat al claustre de la Catedral de Vic.

## Obra
La seva obra representa l'adequació del pensament catòlic a la problemàtica del seu temps. És un pensament que tant s'ocupa de política com de filosofia o apologètica. A més, fa una aposta clara per un mitjà nou: sense deixar els llibres, va treballar infatigablement en la redacció de revistes i diaris. Si bé en els llibres podia precisar més el seu pensament, la premsa li permetia un contacte més fluid amb els lectors i hi podia abordar temàtiques de gran interès per a la problemàtica més immediata. Balmes és el primer pensador de l'estat espanyol que aposta conscientment pels nous formats de difusió de les idees. La premsa n'és un gran exemple. Va fundar diverses revistes, va dirigir i va escriure pràcticament sol centenars de pàgines a La Civilización (Barcelona, 1844-1843), La Sociedad (Barcelona, 1843-1844), El Conciliador (Madrid, 1845) i El Pensamiento de la Nación (Madrid, 1844-1846). La mort li va impedir fundar una editorial catòlica i un ateneu.

### Publicacions
Les seves obres fonamentals i més conegudes són:
- El criterio (1845)
- Cartas a un escéptico en materia de religión (1846)
- El protestantismo comparado con el catolicismo en sus relaciones con la civilización europea (1844)
- Filosofía fundamental (1846)
- Curso de filosofía elemental (1847)

A més, en destaquen:
- Conversa d'un pagès de la muntanya sobre lo papa (1842),[4] una de les seves poques obres en català.
- La religión demostrada al alcance de los niños (1841)
- Observaciones sobre los bienes del clero (1840)
- Consideraciones políticas sobre la situación de España

## Influència
És un dels personatges més coneguts de Catalunya, a quasi totes les poblacions hi ha un carrer que porta el seu nom, com per exemple el Carrer de Balmes de Barcelona, però les seves obres i aportacions no són ara tan conegudes com durant la seva època.

Balmes va entendre que les ruptures al sistema econòmic comportaven canvis sociològics profunds i que la transformació social era imparable. En el seu escrit de 1848 «República francesa», inacabat i publicat pòstumament, escriví:
| «                                                                        | Estic convençut que d'aquí a dos segles la societat haurà canviat fins a un punt que nosaltres ni ens ho podem imaginar... | » |
| — Jaume Balmes, https://issuu.com/larevistadevic/docs/revista_maig_issuu | |   |

L'obra sociològica balmesiana es presenta, doncs, adreçada al seu propi present, sense cap voluntat de transcendir el temps per parlar als lectors del futur. No creu en la possibilitat d'exposar veritats socials immutables. L'interès de Balmes per modificar el temps present pot veure's tant en la seva obra escrita com en la seva acció política.

## Premis i reconeixements
- Un retrat seu forma part de la Galeria de Catalans Il·lustres de l'Ajuntament de Barcelona.[5]
- Jaume Balmes té carrers dedicats a molts pobles i ciutats. Entre aquests, hi destaquen Barcelona, Lleida, Palma, Girona, Madrid, València, Granollers, Sabadell, Terrassa i Berga, entre moltes altres. També se li va dedicar l'Escola de Mestres de Vic, que temporalment va dur el seu nom.